# Stefan Friedrich
Stefan Friedrich (ur. 21 sierpnia 1950 w Szelejewie) – polski profesor nauk biologicznych w zakresie geobotaniki, ochrony przyrody i mykologii, nauczyciel akademicki.

## Życiorys
Stefan Friedrich studiował na Wydziale Biologii i Nauk o Ziemi Uniwersytetu im. Adama Mickiewicza w Poznaniu i ukończył je w 1974 z dyplomem magistra biologii w zakresie botaniki. Na tej samej uczelni otrzymał kolejne stopnie naukowe: doktorem nauk przyrodniczych w zakresie botaniki i mykologii został w 1983 po obronie pracy Udział i rola Macromycetes w zbiorowiskach leśnych Puszczy Goleniowskiej, a doktorem habilitowanym nauk biologicznych – w 1995 na podstawie dorobku naukowego i monografii Charakterystyka  socjologiczno-ekologiczna mikoflory zbiorowisk leśnych Cedyńskiego Parku Krajobrazowego. Tytuł profesora nauk biologicznych uzyskał na Uniwersytecie Szczecińskim w 2003.

## Praca zawodowa
Bezpośrednio po ukończeniu studiów podjął pracę w Zakładzie Botaniki Akademii Rolniczej w Szczecinie, gdzie  przeszedł przez wszystkie szczeble kariery akademickie od stanowiska asystenta stażysty (1974), asystenta (1975), starszego asystenta (1976-1983), poprzez stanowisko adiunkta (1983-1997), profesora nadzwyczajnego (1997-2008) aż do stanowiska profesora zwyczajnego (2008-2020). Od 1 października 1996 był kierownikiem Zakładu Botaniki. W latach 1997–2006 pracował na drugim etacie profesora nadzwyczajnego Uniwersytetu Szczecińskiego i był kierownikiem Katedry Botaniki i Ochrony Przyrody na Wydziale Nauk Przyrodniczych tej uczelni.

## Działalność naukowa
W ramach badań naukowych zajmował się socjologią, ekologią i fenologią grzybów wielkoowocnikowych w zbiorowiskach  roślinnych, rozprzestrzenieniem i  zagrożeniem  mykobioty, stosunkami geobotanicznymi Pomorza Zachodniego, ochroną przyrody,  morfologią i anatomią roślin uprawnych poddawanych deszczowaniu i nawożeniu mineralnemu. Do głównych osiągnięć profesora  należy rozpoznanie mykologiczne Pomorza Zachodniego, które było białą plamą na mykologicznej mapie Polski. Szczegółowo rozpoznał m.in. mykobiotę Puszczy Goleniowskiej i Cedyńskiego Parku Krajobrazowego oraz innych kompleksów leśnych. Jako pierwszy scharakteryzował mykosocjologicznie acydofilną dąbrowę mającą w Cedyńskim Parku Krajobrazowym swoją wschodnią granicę zasięgu oraz rozszerzył mikocenologiczną wiedzę o kilkunastu zespołach roślinnych. Wyróżnił kombinacje gatunków charakterystycznych dla różnej rangi jednostek fitosocjologicznych oraz dla grup zespołów pokrewnych pod względem siedliska i drzewostanu. Uzupełnił wiedzę o rozprzestrzenieniu ponad tysiąca gatunków grzybów i roślin na obszarze Pomorza. Dokonał charakterystyki mykobioty grzybów wielkoowocnikowych na terenach zurbanizowanych na przykładzie miasta Szczecina oraz Ogrodu Dendrologicznego w Przelewicach.Rozpoznał sukcesję grzybów oraz roślin  wyższych i mszaków na zalesionym sosną  pogorzelisku w Puszczy Noteckiej. Jest współautorem koncepcji sieci wielkopowierzchniowych obszarów chronionych w województwie zachodniopomorskim; autorem lub współautorem dokumentacji przyrodniczych m.in. Drawieńskiego Parku Narodowego, Szczecińskiego Parku Krajobrazowego. Prowadził badania nad zmianami w budowie anatomicznej i morfologicznej wielu gatunków roślin rolniczych, ogrodniczych i sadowniczych, poddanych zróżnicowanemu nawadnianiu i nawożeniu mineralnemu. Wyniki prac zostały wykorzystane do wytypowania najcenniejszych obszarów Pomorza jako ostoi siedliskowych w europejskim programie Natura 2000.
Profesor Stefan Friedrich opublikował 195 prac, w tym 2 książki. Wypromował 6 doktorów i ok. 40  magistrów, recenzował wniosek w postępowaniu o nadanie tytułu profesora nauk biologicznych, był recenzentem w 6 przewodach habilitacyjnych i 13 rozpraw doktorskich.

## Wybrane publikacje
- Langermannia gigantea (Batsch ex Pers.) Rostk. na Pomorzu Szczecińskim. „Fragm. Flor. Geobot.” 1977, 23, 1, s. 107-112.
- Rytmika sezonowa niektórych gatunków z rodzaju Ribes L. i Grossularia Mill. w warunkach Ogrodu Botanicznego UAM w Poznaniu. „Zesz. Nauk. AR w Szczecinie”, Ser. Przyrod. 1978, 68, s.77-91
- Rzadkie i zagrożone grzyby wielkoowocnikowe w projektowanym Cedyńskim Parku Krajobrazowym. „Zesz. Nauk. AR w Szczecinie”, Ser. Roln. 1991, 51, s.101-119

## Odznaczenia i nagrody
- Złoty Krzyż Zasługi (2001)[1]
- Srebrny Krzyż Zasługi (1988)[8]
- Medal Komisji Edukacji Narodowej (2002)[1]
- medal „Zasłużony dla Akademii Rolniczej w Szczecinie” (1997)[7]
- nagroda indywidualna III stopnia Ministra Nauki, Szkolnictwa Wyższego i Techniki (1983)[6]
- nagroda Ministra Edukacji Narodowej (1994)[7]
- kilkanaście nagród rektora AR za działalność naukową i dydaktyczną